# Eiji Tomii
Eiji Tomii (富井 英司 Tomii Eiji?, nacido el 7 de octubre de 1987 en Miyazaki) es un exfutbolista japonés. Jugaba de centrocampista y su último club fue el Fujieda MYFC de Japón.

## Trayectoria

### Clubes
| Club           | País  | Año         |
| -------------- | ----- | ----------- |
| SC Sagamihara  | Japón | 2010 - 2011 |
| Grulla Morioka | Japón | 2012 - 2014 |
| Fujieda MYFC   | Japón | 2015        |

## Estadística de carrera

### J. League
| Club           | Año   | J. League | J. League | Copa J. League | Copa J. League | Total | Total |
| Club           | Año   | Part.     | Goles     | Part.          | Goles          | Part. | Goles |
| -------------- | ----- | --------- | --------- | -------------- | -------------- | ----- | ----- |
| Grulla Morioka | 2014  | 29        | 1         | -              | -              | 29    | 1     |
| Fujieda MYFC   | 2015  | 28        | 1         | -              | -              | 28    | 1     |
| Total          | Total | 57        | 2         | 0              | 0              | 57    | 2     |